# Telosentis exiguus
Telosentis exiguus — поширений паразит кишечнику морських і солонуватоводних риб Середземноморського басейну.

## Характеристика[1]

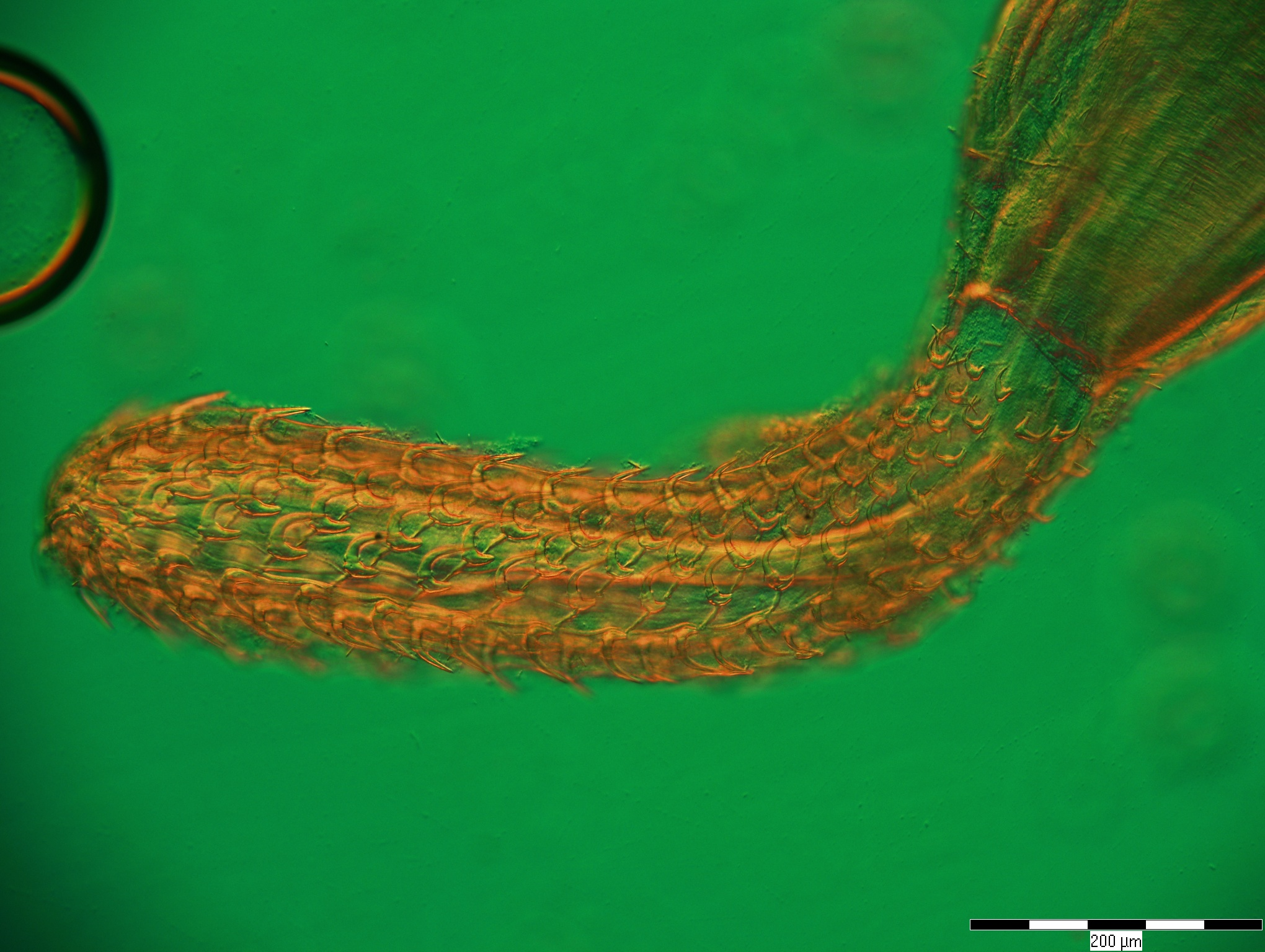
Пробоскус гельмінта від бичка-зеленчака з України

Тегумент вкритий шипами в передній і задній частинах. Церебральний ганглій розташований в центрі хоботкової сумки, іноді ближче до передньої частини. Хобіток циліндрічний або булововидний, вкритий 12 поздовжніми рядами однотипних гачків; найменші знаходяться в задній частині хоботку, найбільші — в центральній. Корені всіх гачків мають довгі вирости, направлені вперед.

## Поширення
Середземне море (біля берегів Франції, Італії), в Адріатичному морі (Італія, Чорногорія), у Мармуровому, Чорному та Азовському морях.

## Хазяї
Генераліст. Відзначається у хамси, атерин, Alosa kessleri, саргана, вугра, колючки триголкової, морської іглиці, бичка-зеленчака, інших видів бичків, морських собачок і губаневих.

## Життєвий цикл
У Чорному морі проміжними хазяями слугують амфіподи Apherusa bispinosa, в порожнині тіла яких локалізуються цистаканти. Риба заражається внаслідок споживання заражених личинками амфіпод.